# Samocenzura
Samocenzura  je čin cenzure ili prikrivanja sopstvenog diskursa. Ovo se radi iz straha ili poštovanja prema senzibilitetu ili preferencijama (stvarnim ili zapaženim) drugih i bez otvorenog pritiska bilo koje određene strane ili institucije vlasti. Samocenzuru često praktikuju filmski producenti, filmski reditelji, izdavači, voditelji vesti, novinari, muzičari i druge vrste autora, uključujući pojedince koji koriste društvene medije.
Član 19. Univerzalne deklaracije o ljudskim pravima garantuje slobodu govora od svih oblika cenzure. U članu 19 izričito se navodi da „svako ima pravo na slobodu mišljenja i izražavanja; ovo pravo uključuje slobodu mišljenja bez mešanja i da traži, prima i prenosi informacije i ideje putem bilo kog medija i bez obzira na granice.“
Praksa samocenzure, kao i sama cenzura, ima dugu istoriju.

## Spoljašnje veze
- Mediji vezani za članak Samocenzura na Vikimedijinoj ostavi